# Pautzsch
Pautzsch ist ein Ortsteil der Stadt Groitzsch im Landkreis Leipzig (Freistaat Sachsen). Der Ort wurde 1948 nach Michelwitz eingemeindet. Mit diesem kam er im Jahr 1973 nach Auligk und 1996 zur Stadt Groitzsch.

## Geografie
Pautzsch liegt in der Leipziger Tieflandsbucht sieben Kilometer südlich von Groitzsch. Direkt im Süden liegt die Landesgrenze zu Sachsen-Anhalt, etwas südöstlich das Dreiländereck Sachsen–Sachsen-Anhalt–Thüringen. Nachbarorte sind die ebenfalls zu Groitzsch gehörigen Ortsteile Michelwitz im Osten und Auligk im Westen.

## Geschichte
Pautzsch wurde im Jahr 1378 als „Puczik“ bzw. „Buczig“ erwähnt. Bereits zu dieser Zeit bestand der Ort nur aus drei bäuerlichen Anwesen. Der kleine Weiler lag im Gebiet der Grafschaft Groitzsch (castrum Groitzsch), die 1460 mit dem Geleitsamt Pegau zum Amt Pegau vereinigt wurde. Seitdem lag Pautzsch bis 1856 im kursächsischen bzw. königlich-sächsischen Amt Pegau. Die Grundherrschaft über Pautzsch, das zeitweise eine Wüstung war, lag beim Rittergut Löbnitz. Ab 1856 gehörte der Ort zum Gerichtsamt Pegau und ab 1875 zur Amtshauptmannschaft Borna.
Am 1. Oktober 1948 erfolgte die Eingemeindung nach Michelwitz, mit dem der Ort 1952 zum Kreis Borna im Bezirk Leipzig kam. Michelwitz mit seinen Ortsteilen wiederum wurde am 1. Juli 1973 nach Auligk eingemeindet. Als Ortsteil von Auligk wurde Pautzsch im Jahr 1990 dem sächsischen Landkreis Borna und 1994 dem Landkreis Leipziger Land zugeordnet. Durch die am 1. Januar 1996 erfolgte Eingemeindung von Auligk nach Groitzsch wurde Pautzsch ein Ortsteil der Stadt Groitzsch.